# Razzle Dazzle (album)
A Razzle Dazzle a Buck-Tick japán rockegyüttes tizenhetedik nagylemeze, mely 2010-ben jelent meg. Az albumborítót Aquirax Uno grafikus készítette. Hatodik volt az Oricon és a Billboard Japan albumlistáján, 20 384 eladott példánnyal. Az album műfaja túlmutat a hagyományos rockzenén, dance elemeket tartalmaz. A cím a Chicago című musical egyik dalára utal.
A Dokudandzsó Beauty című dalt felhasználták a Csillagközi romboló című sorozat Japánban vetített változatában mint második záródalt. Az albumverzióban a LAZYgunsBRISKY énekese, Lucy is énekel. A Kucsizuke című dal a Shiki anime nyitódala volt, a Gekka reidzsin pedig a második záródala.

## Dallista
Az összes dalszöveg szerzője Szakurai Acusi, kivéve, ahol külön jelölve van; az összes szám szerzője Imai Hiszasi, kivéve, ahol külön jelölve van.
| 1.    | Razzle Dazzle Fragile (instrumentális)                             |                |                 | 1:18 |
| 2.    | Razzle Dazzle                                                      | Imai Hiszasi   |                 | 4:04 |
| 3.    | Kjóki no Dead Heat (狂気のデッドヒート)                            |                | Hosino Hidehiko | 3:52 |
| 4.    | Dokudandzsó Beauty -R.I.P.- (独壇場 Beauty -R.I.P.-)               | Imai Hiszasi   |                 | 4:31 |
| 5.    | Hamusi no jó ni (羽虫のように)                                     | Imai Hiszasi   |                 | 3:52 |
| 6.    | Jógecu -Jógecu no utage- (妖月 -ようげつの宴-)                     |                | Hosino Hidehiko | 4:13 |
| 7.    | Bolero                                                             | Imai Hiszasi   |                 | 4:52 |
| 8.    | Django!!! -Genvaku no dzsango- (Django!!! -眩惑のジャンゴ-)        | Imai Hiszasi   |                 | 4:48 |
| 9.    | Szakuran Baby (錯乱 Baby)                                          |                |                 | 4:36 |
| 10.   | Pixy                                                               |                | Hosino Hidehiko | 4:29 |
| 11.   | Kucsizuke -Serial Thrill Kisser- (くちづけ -Serial Thrill Kisser-) |                |                 | 4:30 |
| 12.   | Gekka reidzsin (月下麗人)                                          |                |                 | 4:52 |
| 13.   | Mugen (夢幻)                                                       |                | Hosino Hidehiko | 4:22 |
| 14.   | Tango Swanka                                                       | Szakurai, Imai |                 | 3:37 |
| 15.   | Solaris                                                            |                |                 | 5:18 |
| 63:14 |                                                                    |                |                 |      |